# 파울 고틀리프 닙코프
파울 율리우스 고틀리프 닙코프(Paul Julius Gottlieb Nipkow, 1860년 8월 22일 ~ 1940년 8월 24일)는 독일의 기술자이자 발명가로 닙코 디스크를 발명했다. 닙코 디스크는 최초의 텔레비전인 기계식 텔레비전의 기본 구성 요소로 텔레비전의 토대를 마련했다. 1920년대와 1930년대에 수백 개의 방송국에서 그의 디스크를 사용하여 텔레비전 방송을 실험했지만, 1940년대에는 완전 전자 시스템의 텔레비전으로 대체되었다.
닙코프는 카를 페르디난트 브라운과 같은 텔레비전 역사의 다른 초기 인물들과 함께 "텔레비전의 아버지"라고 불린다.
세계 최초의 공영 텔레비전 방송국인 파울 닙코프 방송국 (Fernsehsender Paul Nipkow)은 그의 이름을 따서 명명된 것이다.

## 시작
닙코는 현재 폴란드의 일부인 프로이센 포메라니아 지방의 렝보르크 (현재 Lębork)에서 태어났다. 닙코는 서부 프러시아 지방의 인근 노이슈타트 (현재 Wejherowo)에 있는 학교에서 전화 통신과 동영상 전송을 실험했다. 졸업 후 그는 과학을 공부하기 위해 베를린으로 가서 헤르만 폰 헬름홀츠와 함께 생리학적 광학을, 아돌프 슬라비와 함께 전기물리학을 공부했다.

## 닙코 디스크

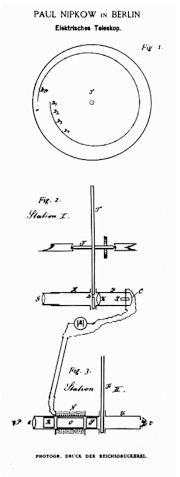
1884년 특허 출원에서 Nipkow의 '디스크'

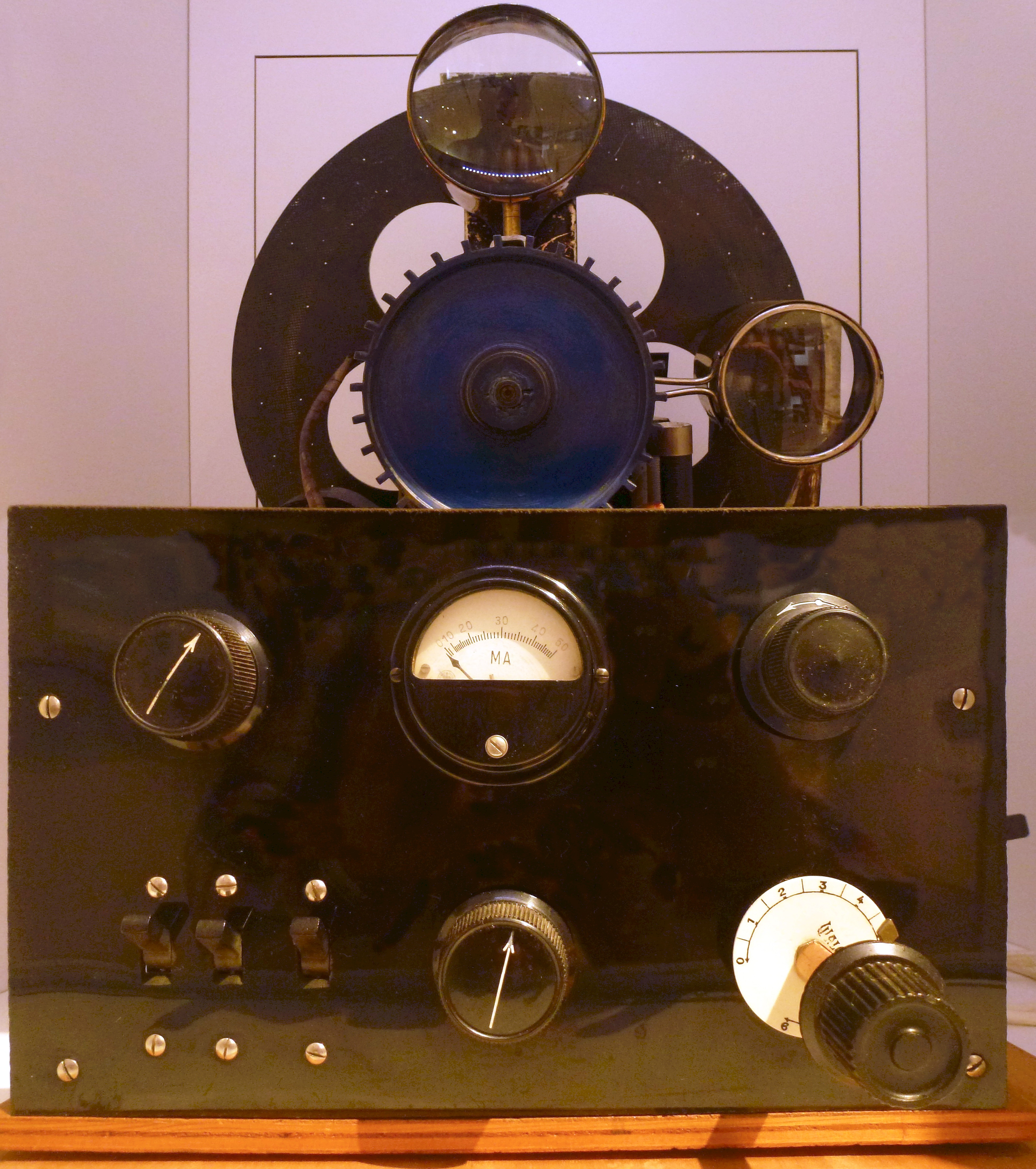
스톡홀름의 Tekniska museet에 있는 Nipkow 디스크를 사용하는 텔레비전 수신기

닙코는 아직 학생이었을 때  "전기 망원경"을 구상했는데, 이는 그림을 일련의 점으로 분할하기 위하여 나선형으로 천공된 디스크인 닙코 디스크를 사용하는 아이디어로 일반적으로 알려져 있다. 그는 1883년 크리스마스 이브에 오일 램프를 들고 집에 혼자 앉아 있을 때 이러한 구상이 떠올랐다고 한다. 알렉산더 베인이 1840년대에 그림을 전신으로 전송한 적이 있지만 닙코는 닙코 디스크를 이용하여 이미지의 인코딩 프로세스를 개선했다.
그는 "전기적 장치"의 범주에서 "조명되는 대상의 전기적 재생"를 위한 "전기 망원경"에 관한 특허를 베를린에 있는 제국 특허청에 신청했다. 특허출원은 1885년 1월 15일에 승인되었는데 1884년 1월 6일로 소급 적용된다. 닙코가 이 디스크를 실제로 구현하기 위해 시도했는지 여부는 알려지지 않았지만, 직접 디스크를 만든 적이 없었다고 추정할 수 있다. 이 특허는 관심 부족으로 15년 후에 소멸되었다. 닙코는 베를린-부흘로(Berlin-Buchloh)의 한 연구소에서 디자이너 직책을 맡았고 사진의 전송 연구를 중단하였다.

## 최초의 TV 시스템
최초의 텔레비전 방송에서는 닙코가 자신의 디스크로 도움을 준 방법인 광학-기계식 사진 스캐닝 방법이 사용되고 있어, 닙코는 이 발명품에 대한 기여를 주장할 수 있다. 닙코는 1928년 베를린 라디오 쇼에서 텔레비전을 처음 본 순간을 이렇게 회상했다.
"수백 명이 서서 처음으로 텔레비전을 보게 될 순간을 참을성 있게 기다렸습니다. 나는 그들 사이에서 기다렸고 점점 더 초조해졌습니다. 드디어 나는 45년 전에 내가 고안한 것을 보게 되었습니다. 마침내 나는 맨 앞줄에 도착했는데 어두운 천이 옆으로 밀리면서, 내 앞에는 식별하기 어렵지만 깜박이는 영상이 보였습니다."
시연된 시스템은 텔레푼켄사에서 나온 것이었다. 1930년대 초부터 만프레드 폰 아르덴의 연구에 기반하는 완전 전자식 사진 스캐닝 방법이 점점 널리 보급되어 닙코의 발명은 더 이상 텔레비전의 발전에 필수적인 것으로 되지 않았다.

## "파울 닙코" 방송국
1935년 베를린에서 시작된 세계 최초의 공영 텔레비전 방송국은 1세대 텔레비전 기술 핵심 요소의 "영적 아버지"인 닙코의 이름을 따서 파울 닙코 방송국으로 명명되었다. 그는 "제국 방송 회의소"의 "텔레비전 협의회"의 명예 회장이 되었다. 닙코의 영광은 히틀러와 나치 정부에 의해 국가 사회주의 과학의  선전 도구로 사용되었다. 닙코는 80세 생일 이틀 후인 1940년 베를린에서 사망했으며 나치 정부에 의하여 조직된 공식 장례식이 치루어졌다.

## 같이 보기
- 독일의 발명가 및 발견자
- 텔레비전의 역사

## 서지
SCHMIDT, Claus-Dietrich, Paul Nipkow. Erfinder des Fernsehens (1860–1940). Sein Leben in den technischen Fortschritt, Lębork Museum, 2009. The only detailed biography on Nipkow.